# Babiacetus
Babiacetus — вимерлий рід ранніх китоподібних, який жив під час пізнього лютеційського середнього еоцену Індії (від 47.8 до 40.4 мільйонів років тому). Він отримав назву на честь свого типового населеного пункту, утворення Харуді в Бабіа-Хіллз, район Катч, Гуджарат, Індія.
Babiacetus є одним з найбільших протоцетид. Його гідродинамічний череп і загострені, передньо-задні орієнтовані різці типові для археоцетів. Щільно окостеніла слухова булла і великий нижньощелепний канал свідчать, що вона була пристосована для слуху у воді.
Його великий розмір, а також міцні зуби свідчать про те, що він харчувався більшими рибами або водними хребетними, або тим і іншим. На сьогоднішній день знайдено лише черепні останки, тому нічого не відомо про спосіб пересування Бабіцета або ступінь адаптації у воді.